# Diócesis de Tarma
La diócesis de Tarma (en latín: Dioecesis Tarmensis) es una circunscripción eclesiástica de la Iglesia católica en Perú. Se trata de una diócesis latina, sufragánea de la arquidiócesis de Huancayo. Desde el 18 de junio de 2022 su obispo electo es Timoteo Solórzano Rojas, de los Misioneros del Sagrado Corazón.

## Territorio y organización
La diócesis tiene 13 032 km² y extiende su jurisdicción sobre los fieles católicos de rito latino residentes en 2 provincias del departamento de Junín: Junín y Tarma; y en el departamento de Pasco las provincias de Daniel Alcides Carrión y Pasco.
La sede de la diócesis se encuentra en la ciudad de Tarma, en donde se halla la Catedral de Santa Ana, cuyo titulares santa Ana. Existe el Seminario-Convictorio San Pablo.
En 2023 en la diócesis existían 20 parroquias.
- Santuario del Señor de Muruhuay en Acobamba.

## Historia
La prelatura territorial de Tarma fue erigida el 15 de mayo de 1958 con la bula Ecclesiae navem del papa Pío XII, derivando el territorio de las diócesis de Huancayo (hoy arquidiócesis) y Huánuco.
Originalmente sufragánea de la arquidiócesis de Lima, el 30 de junio de 1966 pasó a formar parte de la provincia eclesiástica de Huancayo.
El 21 de diciembre de 1985 la prelatura territorial fue elevada a diócesis con la bula Cum satis del papa Juan Pablo II.

## Estadísticas
Según el Anuario Pontificio 2023 la diócesis tenía a fines de 2022 un total de 582 739 fieles bautizados.
| Año                                                                             | Población            | Población | Población      | Sacerdotes | Sacerdotes    | Sacerdotes    | Bautizados por sacerdote | Diáconos permanentes | Religiosos | Religiosos | Parroquias |
| Año                                                                             | Bautizados católicos | Total     | % de católicos | Total      | Clero secular | Clero regular | Bautizados por sacerdote | Diáconos permanentes | Varones    | Mujeres    | Parroquias |
| ------------------------------------------------------------------------------- | -------------------- | --------- | -------------- | ---------- | ------------- | ------------- | ------------------------ | -------------------- | ---------- | ---------- | ---------- |
| 1966                                                                            | 245 000              | 250 000   | 98.0           | 17         | 7             | 10            | 14 411                   |                      | 5          | 15         | 16         |
| 1970                                                                            | 255 000              | 270 000   | 94.4           | 33         | 9             | 24            | 7727                     |                      | 26         | 17         | 18         |
| 1976                                                                            | 270 000              | 300 000   | 90.0           | 27         | 5             | 22            | 10 000                   |                      | 24         | 18         | 20         |
| 1980                                                                            | 324 000              | 359 700   | 90.1           | 24         | 8             | 16            | 13 500                   | 2                    | 17         | 16         | 20         |
| 1990                                                                            | 448 000              | 468 000   | 95.7           | 33         | 18            | 15            | 13 575                   |                      | 15         | 29         | 18         |
| 1999                                                                            | 527 000              | 565 000   | 93.3           | 26         | 12            | 14            | 20 269                   |                      | 14         | 26         | 18         |
| 2000                                                                            | 510 052              | 586 257   | 87.0           | 27         | 14            | 13            | 18 890                   |                      | 13         | 23         | 18         |
| 2001                                                                            | 523 360              | 601 564   | 87.0           | 26         | 14            | 12            | 20 129                   |                      | 12         | 26         | 18         |
| 2002                                                                            | 522 575              | 614 795   | 85.0           | 23         | 12            | 11            | 22 720                   |                      | 11         | 22         | 18         |
| 2003                                                                            | 522 575              | 614 795   | 85.0           | 25         | 14            | 11            | 20 903                   |                      | 11         | 27         | 18         |
| 2004                                                                            | 522 575              | 614 795   | 85.0           | 27         | 16            | 11            | 19 354                   |                      | 11         | 27         | 18         |
| 2010                                                                            | 554 000              | 652 000   | 85.0           | 25         | 18            | 7             | 22 160                   |                      | 8          | 28         | 18         |
| 2014                                                                            | 578 000              | 682 000   | 84.8           | 22         | 17            | 5             | 26 272                   |                      | 5          | 30         | 18         |
| 2017                                                                            | 596 000              | 703 000   | 84.8           | 29         | 22            | 7             | 20 551                   |                      | 8          | 24         | 18         |
| 2020                                                                            | 569 000              | 713 100   | 79.8           | 30         | 25            | 5             | 18 966                   |                      | 7          | 9          | 22         |
| 2022                                                                            | 582 739              | 730 319   | 79.8           | 26         | 20            | 6             | 22 413                   | 5                    | 6          | 13         | 20         |
| Fuente: Catholic-Hierarchy, que a su vez toma los datos del Anuario Pontificio. |                      |           |                |            |               |               |                          |                      |            |            |            |

## Episcopologio
- Antonio Kühner y Kühner, M.C.C.I. † (15 de mayo de 1958-24 de julio de 1980 nombrado obispo de Huánuco)
- Lorenzo Unfried Gimpel, M.C.C.I. † (19 de septiembre de 1980-29 de noviembre de 1988 falleció)
  - Sede vacante (1988-1992)
- Luis Abilio Sebastiani Aguirre, S.M. † (21 de noviembre de 1992-13 de junio de 2001 nombrado arzobispo de Ayacucho)
- Richard Daniel Alarcón Urrutia (13 de junio de 2001-28 de octubre de 2014 nombrado arzobispo de Cuzco)
- Luis Alberto Barrera Pacheco, M.C.C.I. (25 de octubre de 2016-17 de abril de 2021 nombrado obispo de Callao)
- Timoteo Solórzano Rojas, M.S.C., desde el 18 de junio de 2022